# Meineckia macropus
Meineckia macropus är en emblikaväxtart som först beskrevs av Joseph Dalton Hooker, och fick sitt nu gällande namn av Grady Linder Webster. Meineckia macropus ingår i släktet Meineckia och familjen emblikaväxter. Inga underarter finns listade i Catalogue of Life.